# Pentostatine
La pentostatine (ou désoxycoformycine, de nom commercial Nipent, fabriquée par SuperGen) est un médicament chimiothérapeutique anticancéreux .

## Fonctionnement
Ce médicament est classé comme un analogue de la purine, qui est un type d'antimétabolite .
Il imite le nucléoside adénosine et inhibe ainsi l'enzyme adénosine désaminase, interférant avec la capacité de la cellule à traiter l'ADN .
Les cellules cancéreuses se divisent généralement plus souvent que les cellules saines; l'ADN est fortement impliqué dans la division cellulaire (mitose) et les médicaments qui ciblent les processus liés à l'ADN sont donc plus toxiques pour les cellules cancéreuses que les cellules saines.

## Utilisation
La pentostatine est utilisée pour traiter la leucémie à tricholeucocytes (leucémie à cellules poilues). Elle est administrée par perfusion intraveineuse une fois toutes les deux semaines pendant trois à six mois.
En outre, la pentostatine a été utilisée pour traiter la maladie aiguë et chronique du greffon contre l'hôte, réfractaire aux stéroïdes.
La pentostatine est également utilisée chez les patients atteints de leucémie lymphoïde chronique (LLC) qui ont rechuté.